# أبو بكر بن عبد الحكم
أبو بكر بن عبد الحكم بن أبي العز العسقلاني المقري (632 هـ - 713 هـ)، من شيوخ الذهبي, ولد بحران في حدود سنة 632 هـ، وسمع من الجمال البغدادي، تغير ذهنه قبل موته بعامين، وآواه أولاد أخته. توفي في ذي الحجة سنة 713 هـ.